# GoDaddy
GoDaddy（ゴーダディ）は、米国スコッツデールに本社を置く、ドメインレジストラ・レンタルサーバサービスである。

## 概要
2005年よりドメイン登録数が世界一の企業である。
認証局業務も行っており、2015年のNetcraft社調査では、ブランド合計でシマンテックに次ぐ世界2位、ブランド単体ではGoDaddyが世界最大の販売数を誇る。日本発売元のジェイサートが日本語サポートを行っている。
2012年現在、NASCARネイションワイド・シリーズなどに参戦している女性レーシングドライバーダニカ・パトリックと、インディカー・シリーズに参戦しているジェームズ・ヒンチクリフの個人スポンサーを務めている。